# Shir LaShalom

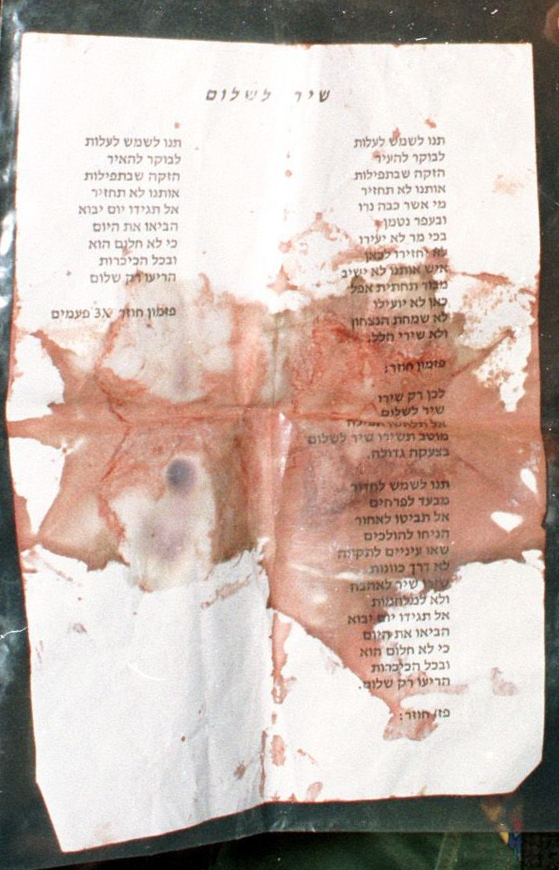
Página manchada de sangre con la letra de Shir LaShalom que Yitzhak Rabin leyó minutos antes de su asesinato

«Shir LaShalom» (en hebreo: שיר לשלום, traducido como «Canción por la Paz») es una canción popular israelí, que ha llegado a ser un himno de la paz israelí. La canción fue escrita por primera vez en 1969. La letra fue escrita por Yaakov Rotblit y la melodía fue escrita por Yair Rosenblum. Aunque la canción fue escrita originalmente por los miembros de la Brigada Nahal de la Compañía de Entretenimiento de las Fuerzas de Defensa de Israel (FDI), muchos en el estamento militar israelí no se alegraron por su mensaje contra la guerra y Rehavam Ze'evi que era entonces jefe del Comando Central de las FDI , prohibió la canción. La canción fue cantada en el mitin donde Isaac Rabin fue asesinado y se asocia a menudo con su asesinato y sus consecuencias en la cultura israelí. Una copia de la letra de la canción fue encontrada en el cuerpo de Rabin, empapada en su sangre.

## Recepción en la sociedad israelí
Si bien es difícil cuestionar el mensaje general de la letra, la sociedad israelí está dividida al respecto. Muchos en la derecha israelí afirman que esta canción fue usada como propaganda política durante la Guerra del Líbano debido a su mensaje antibélico. Algunos grupos religiosos han dicho que ciertas partes de la letra ("El más puro de los rezos no nos va a traer de vuelta" o "no nos susurra una oración") son antirreligiosas.